# صویره
صُوَیره یکی از شهرهای کشور مراکش است.
صویره یک شهر گردشگری است.
صویره را از قدیم به عنوان یکی از بهترین لنگرگاه‌های کرانهٔ مراکش می‌شناختند. در خلال سدهٔ پنجم پ.م. هانو، دریانورد کارتاژی از صویره بازدید کرد و یک مقر بازرگانی در آنجا برپا نمود.

## نگارخانه

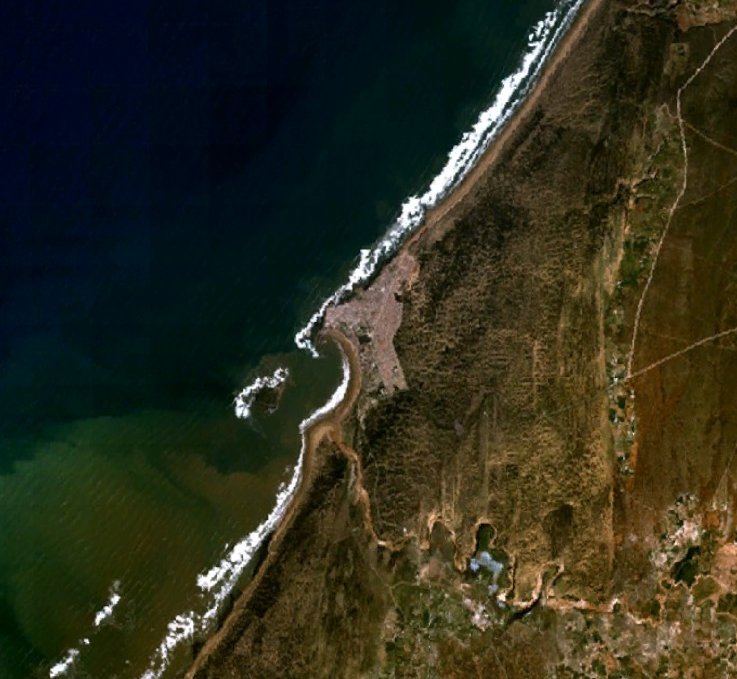
نگاره ماهواره‌ای از صویره
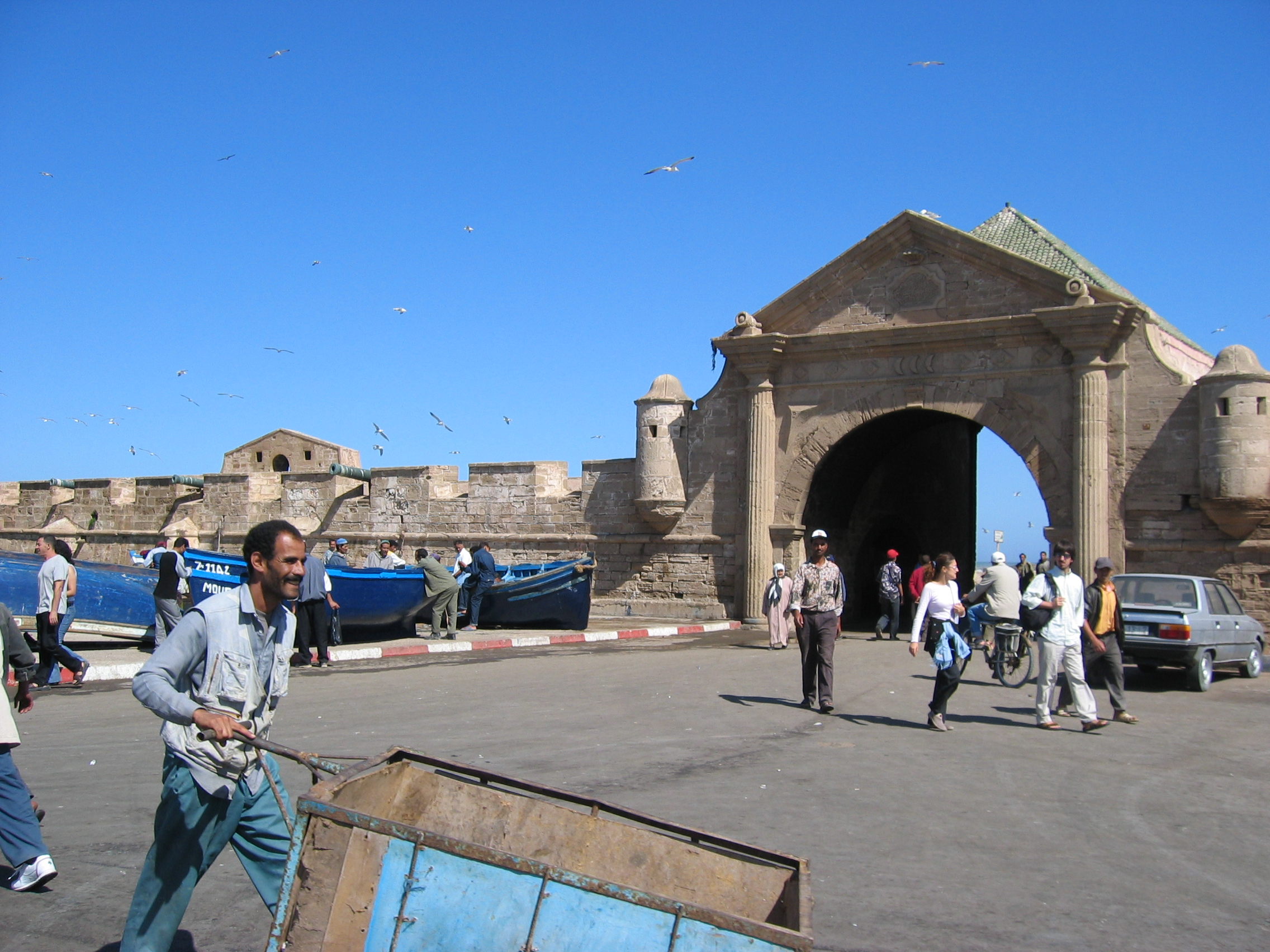
دروازه بندر
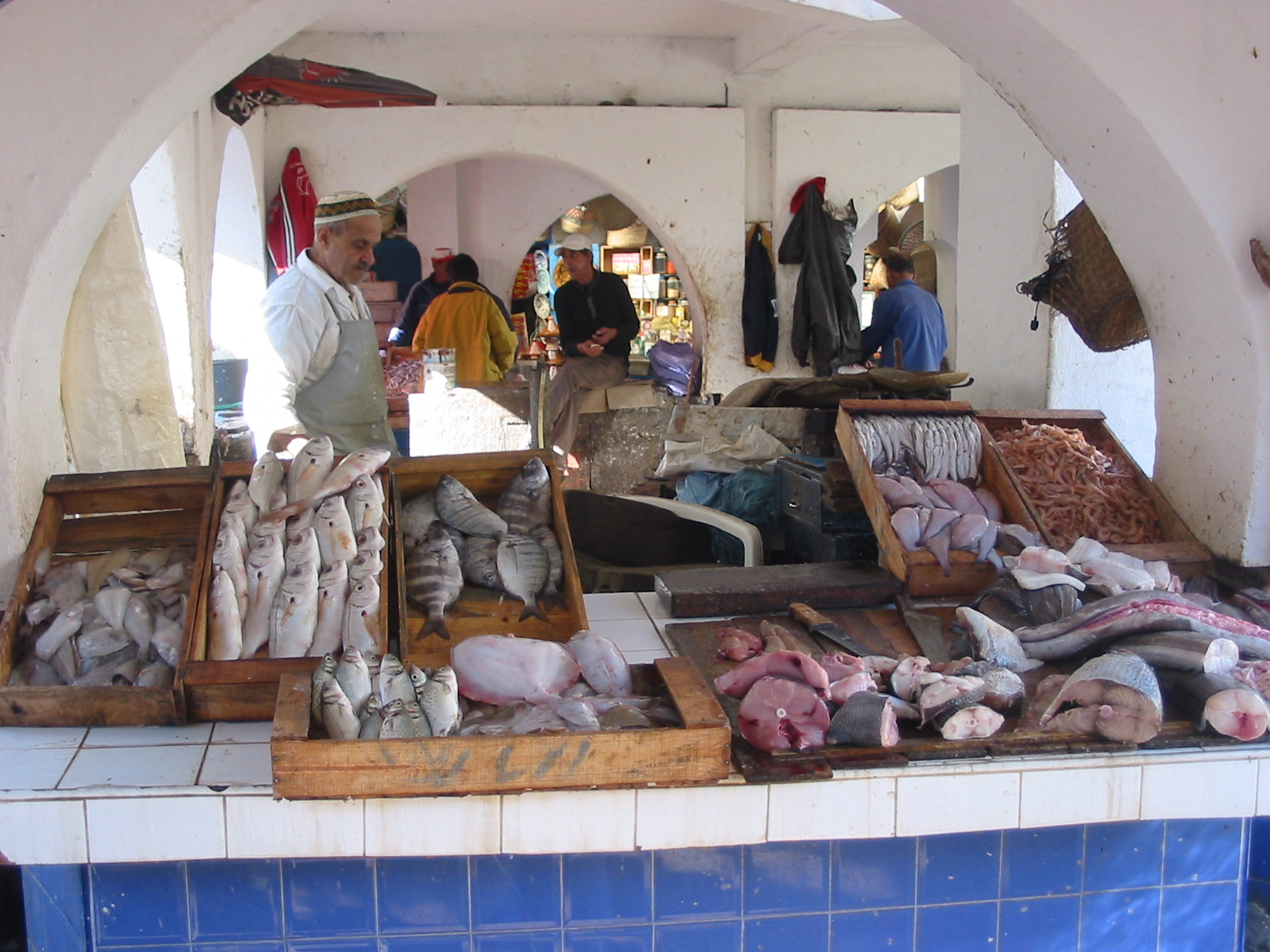
بازار ماهی